# Robert voor beste vrouwelijke bijrol
De Robert voor beste vrouwelijke bijrol is een filmprijs die jaarlijks op de Robertfest uitgereikt wordt door de Danmarks Film Akademi.

## Winnaars
| Jaar | Actrice en filmtitel                              |
| ---- | ------------------------------------------------- |
| 1984 | Mette Munk Plum in Isfugle                        |
| 1985 | Aase Hansenn in Tro, håb og kærlighed             |
| 1986 | Kirsten Olesen in Elise                           |
| 1987 | Sofie Gråbøl in Oviri                             |
| 1988 | Lene Brøndum in Pelle Erobreren                   |
| 1989 | Harriet Andersson in Himmel og helvede            |
| 1990 | Helle Ryslinge in Lykken er en underlig fisk      |
| 1991 | Kirsten Olesen in Springflod                      |
| 1992 | Jessica Zanden in Freud flytter hjemmefra         |
| 1993 | Ghita Nørby in Sofie                              |
| 1994 | Anne Marie Helger in De frigjorte                 |
| 1995 | Rikke Louise Andersson in Nattevagten             |
| 1996 | Birthe Neumann in Kun en pige                     |
| 1997 | Karin Cartlidge in Breaking the Waves             |
| 1998 | Ellen Hillingsøe in Sekten                        |
| 1999 | Birthe Neumann in Festen                          |
| 2000 | Sofie Gråbøl in Den eneste ene                    |
| 2001 | Ann Eleonora Jørgensen in Italiensk for begyndere |
| 2002 | Birthe Neumann in Fukssvansen                     |
| 2003 | Paprika Steen in Elsker dig for evigt             |
| 2004 | Ghita Nørby in Arven                              |
| 2005 | Trine Dyrholm in Forbrydelser                     |
| 2006 | Charlotte Fich in Drabet                          |
| 2007 | Stine Fischer Christensen in Efter bryllupet      |
| 2008 | Hanne Hedelund in Kunsten at græde i kor          |
| 2009 | Sarah Boberg in To verdener                       |
| 2010 | Pernille Vallentin in Fri os fra det onde         |
| 2011 | Bodil Jørgensen in Smukke mennesker               |
| 2012 | Charlotte Gainsbourg in Melancholia               |
| 2013 | Trine Dyrholm in En kongelig affære               |
| 2014 | Susse Wold in Jagten                              |
| 2015 | Danica Curcic in Stille hjerte                    |
| 2016 | Trine Dyrholm in Lang historie kort               |
| 2017 | Sofie Gråbøl in Der kommer en dag                 |